# Гальшанский язык
Гальша́нский язы́к (также галшанский язык, эльшанский язык, гальшанский микроязык; самоназвание: halšanski jazyk, elšanski jazyk, иногда kul’n’adzka gavenda) — проект литературного языка на основе белорусских говоров Литвы, возникший в конце 1980-х — начале 1990-х годов. Создан группой энтузиастов, объединившихся в «Общество славяноязычных литовцев», пропагандировавших также вичский и дзукийский языки на базе местных польских и литовских говоров. Функционирование гальшанского языка ограничилось изданием нескольких публицистических статей. В 1992 году его использование прекратилось. В основе письменности лежала латинская графика словацкого типа.
По терминологии А. Д. Дуличенко, гальшанский является так называемым славянским микроязыком, или малым славянским литературным языком.

## История

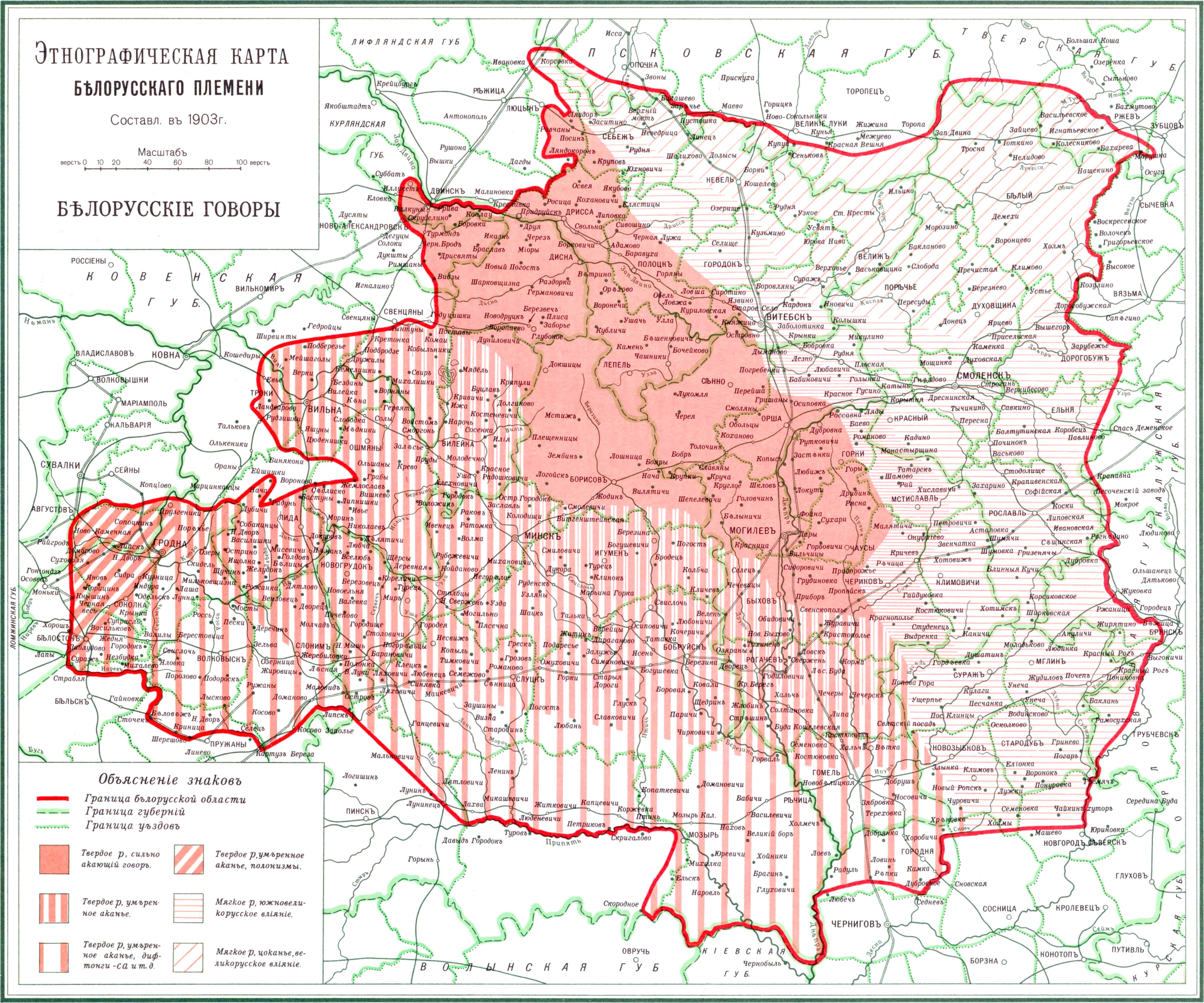
Область расселения белорусов в окрестностях Вильнюса на этнографической карте
Е. Ф. Карского (1903)

Белорусы являются одним из основных национальных меньшинств Литвы, третьим по численности после поляков и русских.
В основном белорусскоязычное население Литвы исторически сосредоточено в юго-восточных районах страны — в настоящее время белорусы населяют Шальчининкский район, южную часть Вильнюсского района, восточную часть Тракайского района и Швенчёнский район Вильнюсского уезда на границе Литвы и Белоруссии. Согласно переписи 1989 года, в Литве жило около 63 000 белорусов, в 2001 году численность белорусов была 42 866 человек.
Первые попытки создания публицистики, литературных произведений и прочих письменных текстов на белорусском языке отмечаются в Литве (а также и в соседней Латвии) главным образом в 1920-е и 1930-е годы. Литовские и латышские белорусы использовали при этом как кириллицу, так и латиницу, и ориентировались прежде всего на стандартный белорусский язык. Несмотря на стремление следовать нормам литературного языка, в тексте опубликованного в 1930-х годах в Вильнюсе «Белорусского народного календаря», а также в текстах ряда других изданий, прослеживались черты местных белорусских говоров. После Второй мировой войны использование письменности на местных говорах прекратилось вплоть до конца 1980-х годов — до появления проекта так называемого гальшанского языка.
Идея создания гальшанского литературного языка стала следствием возникшего в эпоху перестройки подъёма национального движения в республиках СССР, всплеска интереса к региональным языкам и национальной истории, которые наложились на сложную этноязыковую ситуацию в юго-восточной Литве, заключающуюся в распространении здесь местных литовских, белорусских и польских говоров, а также русского языка (отражением этноязыковой неопределённости в данном регионе было, в частности, бытование у литовских белорусов такого названия для своих говоров, как простая мова «простой язык»).
В конце 1980-х годов языковая ситуация в Литве меняется — значительно возрастает роль литовского языка и снижается значение русского языка для этнических литовцев. Вопросы родного языка стали актуальными и для белорусского и польского национальных меньшинств в Литве. В этот период среди части поляков и белорусов возникает общественное движение, целью которого стало обращение к местной культуре и диалектам. Ведущую роль в этом движении играло основанное в Каунасе «Общество славяноязычных литовцев» (Tuvažystvo slaviansku janzyčnych litvinuv). Идеологической основой этого общества стало утверждение того, что славянское население юго-восточной Литвы является по происхождению литовским, подвергшимися с XIV века ассимиляции славянами. Возглавил общество Э. Б. Саткявичус. Важнейшей задачей национального движения «славяноязычных литовцев» стало формирование и пропаганда литературных языков на базе местных говоров: на польской основе, или на основе так называемого простого польского — вичский язык (vičski janzyk, vičska gavenda), на белорусской основе, или на основе «простой мовы» — так называемый гальшанский язык (halšanski jazyk, elšanski jazyk, kul’n’adzka gavenda), на основе местных дзукийских литовских говоров планировалось создать дзукийский литературный язык. Движение «славяноязычных литовцев» не было массовым — оно охватывало сравнительно небольшое число последователей и сторонников, не выдвигало политических требований, просуществовало относительно короткое время и поэтому не получило достаточно широкой известности.
Первыми печатными текстами на гальшанском и вичском языках стали статьи, опубликованные «Обществом славяноязычных литовцев» в начале 1990-х годов: «Fschodnia Litva» («Восточная Литва») и «Naš upiakuniac» («Наш защитник»). Затем последовала публикация разного рода документов пропагандистской направленности. Появление новых литературных языков освещалось как в литовской, так и белорусской прессе. В частности, статьи по этому вопросу печатали в вильнюсской газете Czerwony Sztandar, издаваемой на польском языке, и в белорусской газете «Чырвоная змена» (май 1991 года). Изначальное отсутствие массовости движения «славяноязычных литовцев» привело к тому, что уже в 1992 году гальшанский язык практически перестал использоваться, хотя изредка на нём издаются или переиздаются книги Э. Б. Саткявичуса, например, один из разделов его книги «Галльские языки» 1999 года написан на гальшанском.

## Алфавит
Алфавит гальшанского языка включил в себя 29 букв:
| A a | B b | C c | Č č | D d | E e | F f | G g | H h | Ch ch |
| I i | J j | Y y | K k | L l | Ł ł | M m | N n | O o | P p   |
| R r | S s | Š š | T t | U u | ŭ   | V v | Z z | Ž ž |       |

Изначально использовалась латиница с применением словацких и польских графем (č, ž, š, ł), для обозначения мягкости согласных применялся либо апостроф (как в словацком языке) — v’alikaj, либо буква i перед согласной (как в польском языке) — vialikaj. Позднее был осуществлён переход на словацкую модель: вместо букв L l стали применять L’ l’, вместо Ł ł — L l, мягкость согласных стали обозначать только апострофом (l’, b’, n’, d’, s’, t’ и т. п.) Губно-губная фонема вместо графемы ŭ стала обозначаться как ȗ. Характерной особенностью текстов на гальшанском в начале 1990-х годов была непоследовательность в применении тех или иных графем.

## Пример текста
Фрагмент текста из статьи «Fschodnia Litva»:

Halšanski jazyk — asabisty jazyk, choc’ jon maje podobenstva z biłaruskim, dzukskim, vičskim, trocha słou moža polskich. Halšanski jazyk pa fanetike i hramatyke padobny jazyku pradziedoŭ halšancoŭ — dzukskamu jazyku. Hety jazyk jest bahactva dlia baltoŭ i słavoŭ. Liudzi usej Litvy i Biłarusi pavinny baranic’ hety jazyk. Halšanski jazyk nie chatni jazyk; hety jazyk literaturnyj jazyk vekovaj tradiciji i treba kap halšancy havarili i pisali na hetym jazyku; Hetat listok at 2 s’erpn’a 1998 hoda astavic’ na dolhuju pam’ac’, kab vnuki mahli pačitac’, jak havaric’, čitac’ i pisac’ pa prostamu.
— 1990 (статья переиздана в 1999 году)